# کازل تورینزه
کازل تورینزه (به ایتالیایی: Caselle Torinese) یک کومونه در ایتالیا است که در استان تورین واقع شده‌است.

## خصوصیات
کازل تورینزه ۲۸٫۷ کیلومترمربع مساحت و ۱۸٬۶۳۵ نفر جمعیت دارد و ۳۰۰ متر بالاتر از سطح دریا واقع شده‌است.